# 瓦伊埃
瓦伊埃（義大利語：Vaie），是意大利都灵省的一个市镇。总面积7平方公里，人口1487人，人口密度212.4人/平方公里（2009年）。ISTAT代码为001283。